# 约翰·H·埃利奥特
约翰·H·埃利奥特（英語：John Herbert Elliot，1918年7月4日—1997年8月14日）是一位英国小说家和电视制作人，曾获1971年的英國電視學院獎，主要作品有《仙女座的A》（A for Andromeda，与弗雷德·霍伊尔合著）等。